# منطقه اطمینان
در آمار، یک منطقه اطمینان (به انگلیسی: Confidence region) یک تعمیم چندبعدی از یک بازه اطمینان است. مجموعه‌ای از نقاط در یک فضای n-بعدی است که اغلب به صورت یک بیضی‌گون در اطراف یک نقطه نشان داده می‌شود که یک راه حل برآوردیی برای یک مسئله است، اگرچه شکل‌های دیگری نیز ممکن است رخ دهد.